# Rouladen

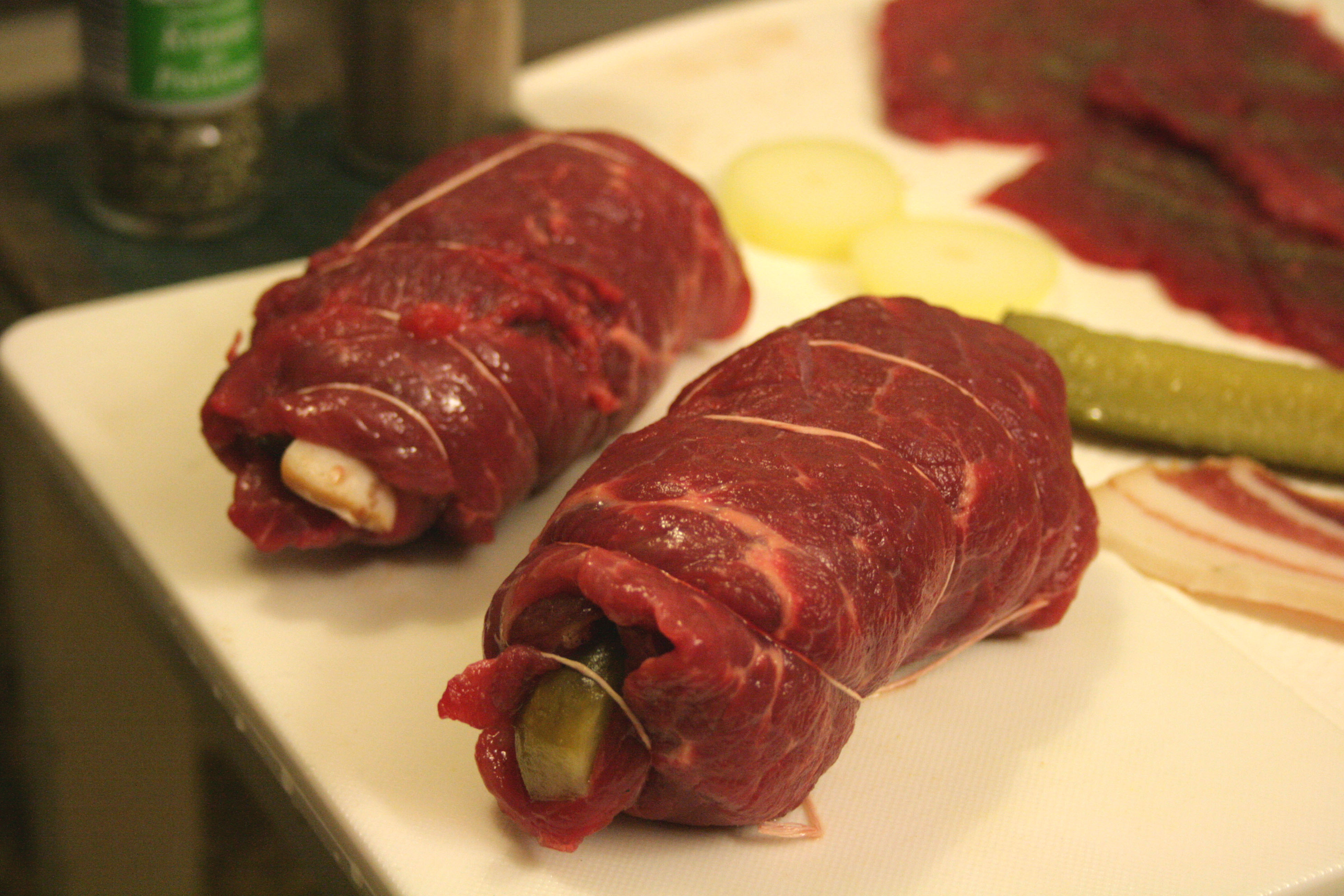
Rouladen non cuites.

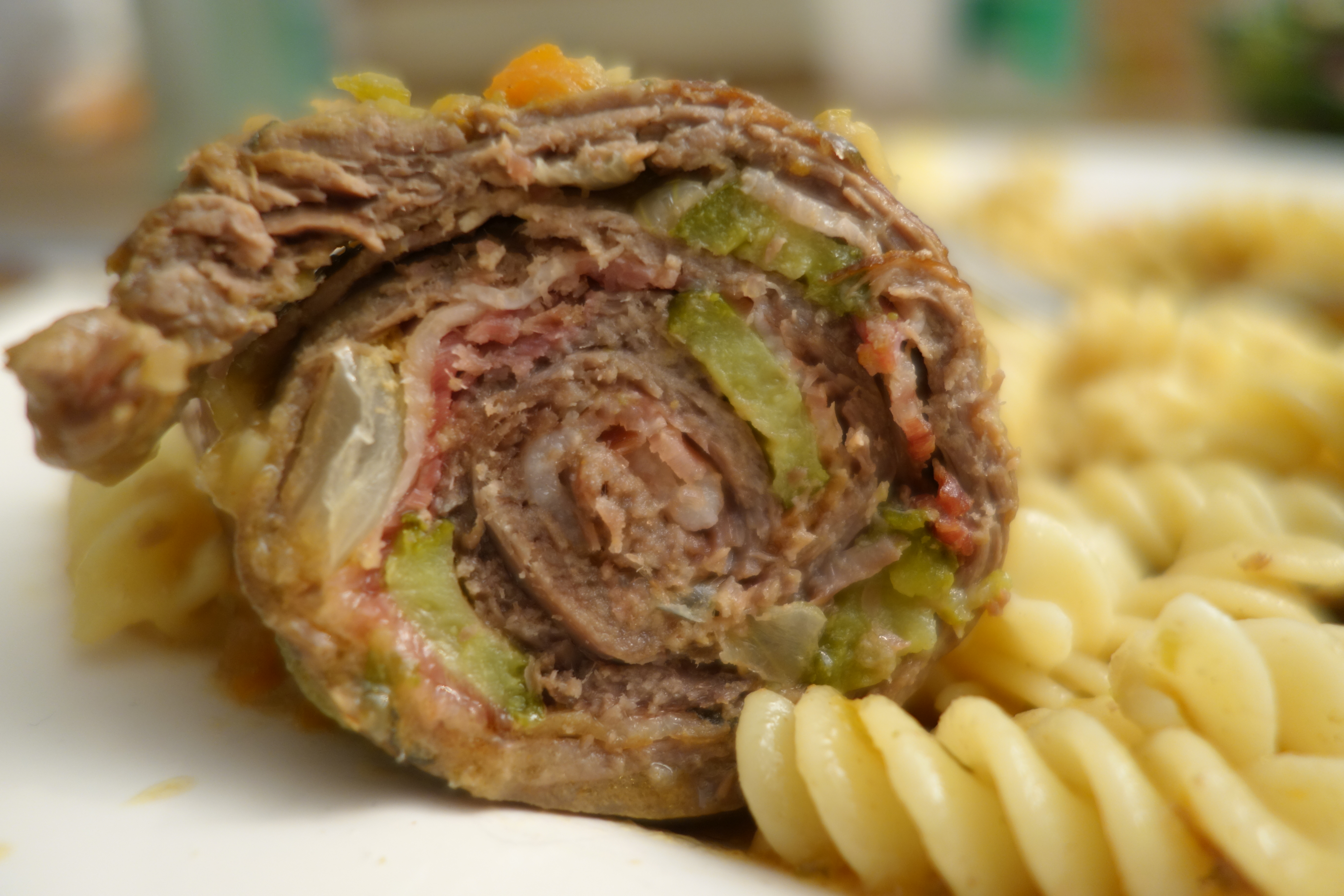
Rinderrouladen cuit et tranché, rempli avec bacon, oignons et cornichons

Les Rouladen (« paupiettes » en français), appelés aussi Rinderrouladen, sont un mets allemand consistant, à base de lard, d’oignons, de cornichons et de moutarde enveloppés dans une tranche fine de viande ou de haricots en Suisse alémanique, puis cuits. La farce contient parfois de la viande hachée, du bacon ou des oignons. Les Rouladen sont traditionnellement servies au dîner avec du vin rouge. 